# 2014年冬季奧林匹克運動會法國代表團
2014年冬季奧林匹克運動會法國代表團是法國所派出的2014年冬季奧林匹克運動會代表團，共有116名運動員參與12個項目的賽事。

## 花式滑冰
法國共有9名運動員參與此項目。
- 男子個人滑 – 2個名額
- 女子個人滑 – 1個名額
- 雙人滑 – 1個名額
- 冰上舞蹈 – 2個名額

## 競速滑冰
按照2012–13年ISU競速滑冰世界盃、2013年世界單程距離競速滑冰世界盃，法國在下列項目取得參賽席位：
- 男子1000公尺
- 男子1500公尺
- 男子5000公尺
- 男子10000公尺
- 男子團體追逐賽

## 外部連結
- France at the 2014 Winter Olympics（页面存档备份，存于）